# María Villapol
María Elena Villapol Blanca (16 de noviembre de 1967) es una deportista venezolana que compitió en judo. Ganó tres medallas en los Juegos Panamericanos entre los años 1983 y 1995, y seis medallas en el Campeonato Panamericano de Judo entre los años 1982 y 1992.

## Palmarés internacional
| Juegos Panamericanos    | Juegos Panamericanos      | Juegos Panamericanos | Juegos Panamericanos |
| Año                     | Lugar                     | Medalla              | Categoría            |
| ----------------------- | ------------------------- | -------------------- | -------------------- |
| 1983                    | Caracas (Venezuela)       | Medalla de bronce    | –48 kg               |
| 1991                    | La Habana (Cuba)          | Medalla de bronce    | –45 kg               |
| 1995                    | Mar del Plata (Argentina) | Medalla de bronce    | –48 kg               |
| Campeonato Panamericano |                           |                      |                      |
| Año                     | Lugar                     | Medalla              | Categoría            |
| 1982                    | Santiago de Chile (Chile) | Medalla de plata     | –48 kg               |
| 1984                    | Ciudad de México (México) | Medalla de oro       | –48 kg               |
| 1985                    | La Habana (Cuba)          | Medalla de oro       | –48 kg               |
| 1986                    | Salinas (Puerto Rico)     | Medalla de oro       | –48 kg               |
| 1988                    | Buenos Aires (Argentina)  | Medalla de bronce    | –48 kg               |
| 1992                    | Hamilton (Canadá)         | Medalla de plata     | –48 kg               |